# Micaela Bastidas (Metropolitano)
La estación Micaela Bastidas es una estación del Metropolitano en la ciudad de Lima. Está ubicada en la intersección de la avenida Universitaria con la avenida Micaela Bastidas en el distrito de Comas.